# Kambýsés II.
Kambýsés II. (staropersky Kambudžija [  ], staroegyptsky Mesutire Kembicet; ?– asi léto 522 př. n. l.) byl perský velkokrál z rodu Achaimenovců panující v letech 530–522 př. n. l. Byl synem zakladatele perské říše Kýra Velikého a Kassandané, dcery Farnaspovy. Měl několik sourozenců, z nichž prameny jmenovitě uvádějí bratra Smerdia (Bardiju) a sestry Atossu a Roxanu.

## Mládí a kariéra
O výchově a mladých letech budoucího panovníka chybějí hodnověrné informace. Z babylonských pramenů je známo, že po roce 539 př. n. l. užíval jistou dobu titul babylonského krále, není však jasné, jakou povahu tato funkce měla. Perským králem se stal jako prvorozený Kýrův syn bez jakýchkoli potíží.

## Nástup vlády a dobytí Egypta
Proslulost vynesla Kambýsovi především výprava do Egypta, vyplňující velkou část jeho samostatného panování. Chystal ji vlastně už Kýros, ale smrtelné zranění utržené na výpravě proti Massagetům (Sakům) mu zabránilo plány realizovat. Při přípravách, jak se zdá, nebylo ponecháno nic náhodě. Již brzy po svém nástupu na trůn dal Kambýsés tajně zavraždit svého bratra Smerdia, který by mohl během jeho nepřítomnosti „dělat potíže“, a zajistil si i řadu spojenců, mj. tyrana Polykrata ze Samu a jednoho arabského krále. Na jaře 525 Peršané porazili vojsko Egypťanů u Pelúsia, dobyli Memfidu a zajali samotného krále Psammetika III. S výjimkou oázy Síwa se jim pokořila celá země až po hranice Núbie. Síwu, jak je dnes prokázáno, zachránila gigantická písečná bouře, která překvapila a zasypala perskou armádu necelých 100 km od oázy, kde ji o dvaapůl tisíce let později našla expedice bratrů Castiglioniových.
Podle řeckého dějepisce Hérodota si Kambýsés v Egyptě počínal násilnicky a projevoval značnou neúctu vůči místním zvyklostem včetně náboženských symbolů. Ve skutečnosti se zdá, že spíše navazoval na politiku dorozumění prosazovanou Kýrem Velikým a snažil se získat na svou stranu část egyptské politické elity. Dosvědčuje to ve svém historicky cenném životopise soudobý hodnostář Vedžahorresnet. Bez tvrdých kroků se ustavení perské nadvlády jistě neobešlo (příznačná je poprava exkrále Psammetika podezřelého z účasti na spiknutí), avšak k rozsáhlým násilnostem nedocházelo. Možná že někteří kněží rozdmýchávali opoziční nálady v zemi, což vyvolalo Kambýsovu reakci vůči konkrétním chrámům. Většinou ale egyptské kulty nebyly nijak diskriminovány.

## Výprava do Núbie
Z hlediska Peršanů proběhlo dobytí Egypta bez komplikací a Kambýsés tak mohl spřádat další dobyvačné plány. Uvažoval o výpravě proti Kartágu, která by Peršanům přinesla kontrolu nad severoafrickým pobřežím, jeho foiničtí spojenci se však postavili proti (Kartágo bylo foinickou kolonií). Do Kambýsova zorného pole se tedy dostala Núbie.
Tažení proti proudu Nilu od počátku provázely těžkosti. Perské jednotky neměly na cestu dost zásob, v pouštních krajinách je začal sužovat hlad a Kambýsés nakonec musel nařídit zpáteční pochod, aby neutrpěl zbytečné ztráty. Přesto se mu patrně některé núbijské kmeny podrobily, protože za vlády Dareia I. slyšíme o pravidelných darech, které „Aithiopové“ přinášeli králi.

## Závěr vlády
V prvních měsících roku 522 zastihla Kambýsa zpráva, že proti němu povstal mág Gaumáta, vydávající se za jeho bratra Smerdia. Tomuto mágovi (či jednomu z jeho příbuzných) byl svěřen dozor nad královským palácem v Persii po dobu panovníkovy nepřítomnosti. Kambýsés se už chystal, že bude muset o svou moc tvrdě bojovat, když jej náhodné zranění nečekaně připravilo o život (nejspíše v Hamě v Sýrii). Podle Hérodota vládl sedm let a pět měsíců.